# 9 Pułk Artylerii Ciężkiej (PSZ)
9 Pułk Artylerii Ciężkiej (9 pac) – oddział artylerii ciężkiej Polskich Sił Zbrojnych w ZSRR.
Pułk był formowany od stycznia 1942 roku w miejscowości Margʻilon, na terytorium ówczesnej Uzbeckiej Socjalistycznej Republiki Radzieckiej, w składzie 9 Dywizji Piechoty.

## Dowódcy
- ppłk art. Antoni Aleksandrowicz[2][3]

## Skład organizacyjny
Dowództwo pułku
- bateria dowodzenia (sztabową)
- 1 dywizjon artylerii ciężkiej
- 2 dywizjon artylerii ciężkiej

Pułk faktycznie nie posiadał uzbrojenia.